# Masahiro Ota
Masahiro Ota (født 28. april 1970) er en tidligere japansk fodboldspiller.
Han har spillet for flere forskellige klubber i sin karriere, herunder JEF United Ichihara og Urawa Reds.